# Quevauvillers
Quevauvillers è un comune francese di 1 103 abitanti situato nel dipartimento della Somme nella regione dell'Alta Francia.

## Storia

### Simboli
Il comune non ha adottato alcuno stemma.

## Società

### Evoluzione demografica
Abitanti censiti